# Dure journée pour Maggie
Pour plus de détails, voir Fiche technique et Distribution.
Dure journée pour Maggie (The Longest Daycare en version originale) est un court métrage d'animation en 3D américain mettant en vedette Maggie Simpson de la série télévisée d'animation Les Simpson. Il est diffusé dans les cinémas avant L'Âge de glace 4 : La Dérive des continents de Blue Sky Studios, sorti le 13 juillet 2012 aux États-Unis et le 27 juin 2012 en France. Le film est la deuxième sortie cinématographique de la franchise des Simpson après le film sorti en 2007. Il est la suite de l'épisode Un tramway nommé Marge.

## Synopsis
Marge Simpson dépose Maggie à la garderie où les employés la mettent dans la pièce « rien de spécial », à la suite d'un scanner du cerveau, au lieu de celle réservée aux bébés doués. À chaque fois qu'un papillon entre dans la pièce, l'ennemi de Maggie, Bébé Gérald, l'écrase avec un maillet. Elle trouve alors une chenille et la protège de Gérald afin qu'elle puisse s'enfermer dans sa chrysalide et commencer sa transformation. Une fois le papillon sorti de son cocon, Maggie l'aide à s'échapper, mais alors qu'il allait sortir par la fenêtre, Gérald la referme brutalement sur lui. Maggie s'effondre en larmes et Marge revient la chercher. Mais ce n'était qu'une manigance pour cacher la vérité : elle a glissé son nœud-papillon sur le rebord de la fenêtre et porte le papillon sur sa tête à la place. Elle rend alors la liberté au lépidoptère pendant que Marge conduit jusqu'à la maison.

## Sortie
- France :
  - Dimanche 17 février 2013 à 20h30 sur W9
  - Lundi 18 février 2013 à 18h10 sur Canal+
- Belgique :
  - Dimanche 17 février 2013 à 20h00 sur Club RTL

## Nomination
- Oscars 2013 : Oscar du meilleur court-métrage d'animation